# Tri Repetae
| Recensione  | Giudizio |
| ----------- | -------- |
| AllMusic    |          |
| Spin        | 7/10     |
| Ondarock    | 7.5/10   |
| Almost Cool | 7.5/10   |

Tri Repetae è il terzo album del gruppo inglese di musica elettronica Autechre, pubblicato nel 1995 con l'etichetta discografica Warp Records. È composto da dieci tracce inedite (undici nella versione giapponese). Mentre negli Stati Uniti è stato pubblicato come Tri Repetae++, avendo un secondo CD con 8 tracce già pubblicate nel 1995 negli EP Anvil Vapre e Garbage.
La copertina è stata realizzata dallo studio grafico The Designers Republic, che già avevano realizzato la copertina di Amber, e rappresenta uno sfondo marrone. All'interno vi è una scritta che consiglia di ascoltare l'album in vinile in quanto il suono in questo modo diviene "completo con i suoni superficiali".

## Tracce
CD1
1. Dael - 6:39
2. Clipper - 8:33
3. Leterel - 7:08
4. Rotar - 8:04
5. Stud - 9:40
6. Eutow - 4:16
7. C/Patch - 4:39
8. Gnit - 5:49
9. Overand - 7:33
10. Rsdio - 10:08
11. Medrey (solo nella versione giapponese) - 4:12

CD2 (Tri Repetae ++, solo per versione statunitense)
1. Second Bad Vilbel - 9:45
2. Second Scepe - 7:44
3. Second Scout - 7:21
4. Second Peng - 10:53
5. Garbagemx36 - 14:11
6. PIOBmx19 - 7:37
7. Bronchusevenmx24 - 9:44
8. VLetrmx21 - 8:27